# ミッキーの船長さん
『ミッキーの船長さん』（みっきーのせんちょうさん、原題：Tugboat Mickey）は1940年制作のアニメーション短編映画。ミッキーマウスの短編映画シリーズの一作品である。

## 公開データ
| 公開日 上映時間 | 1940年（昭和15年） | 4月26日      | アメリカ合衆国 | 7分 |
| サイズ          | カラー             | スタンダード |                |     |

## ストーリー
ある日、船長のミッキーは無線機から「船が座礁した」というSOSの信号を受け取る。すぐさま船員のドナルドとグーフィーに対し、救助に向かう為に出港の指示を出す。
だがボイダー室、機関室でそれぞれ出港準備にあたっていたドナルド、グーフィーの元で次々にアクシデントが続き、ようやく出港できたのも束の間。船は暴走の末、港を離れる間もなく爆発して、木っ端微塵に破壊されてしまう。
そうこうしている間に救助を求めていた船は浸水が進み、とうとう沈没…かと思いきや、実は救助を求めていた声の正体はラジオドラマであった事が判明し、それを知ったミッキー、ドナルド、グーフィーの3人は怒って、無線機を海へと沈めてしまうのだった。

## キャスト
| キャラクター   | 原語版               | 旧吹き替え版   | 新吹き替え版 |
| -------------- | -------------------- | -------------- | ------------ |
| ミッキーマウス | ウォルト・ディズニー | 後藤真寿美     | 青柳隆志     |
| ドナルドダック | クラレンス・ナッシュ | 関時男         | 山寺宏一     |
| グーフィー     | ピント・コルヴィッグ | 小山武宏       | 島香裕       |
| ラジオボイス   | ?                    | 牛山茂土井美加 | 梅津秀行     |
| ナレーター     | -                    | 江原正士       | -            |

## スタッフ
| 製作 | ウォルト・ディズニー                 |
| 作画 | エド・ラヴ                           |
| 監督 | クライド・ジェロニミ                 |
| 制作 | ウォルト・ディズニー・プロダクション |
| 配給 | RKO                                  |

## 映像ソフト化
- 『ミッキーマウス / カラー・エピソード Vol.2 限定保存版』（DVD、ブエナ・ビスタ・ホームエンターテイメント）
- 『セレブレーション! ミッキーマウス』（DVD、ウォルト・ディズニー・ジャパン）